# Alpheus japonicus
Alpheus japonicus är en kräftdjursart som beskrevs av Edward John Miers 1879.
Alpheus japonicus ingår i släktet Alpheus och familjen Alpheidae. Inga underarter finns listade i Catalogue of Life.